# João de Minas

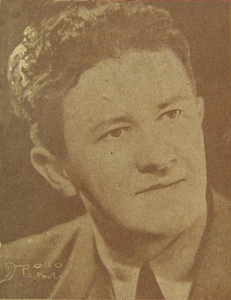
Foto inserta na capa do livro "Nos Misteriosos Subterrâneos de São Paulo"

João de Minas, pseudônimo de Ariosto de Colona Morosini Palombo (Ouro Preto, 16 de dezembro de 1896 — Boituva, 19 de Janeiro de 1984) foi um advogado, jornalista e escritor brasileiro.

## Trajetória Intelectual
Iniciou sua carreira por volta de 1913, colaborando para revistas ilustradas de Belo Horizonte, Vita e Vida de Minas. Em 1915, passou a atuar como revisor de O Minas Gerais (diário oficial do Estado). No início dos anos 20, viveu no Rio de Janeiro, iniciando uma colaboração constante no semanário Hoje, ao lado de Agripino Grieco. Mudou-se para Uberaba onde, além de prestar serviços como advogado, colaborou por nove anos constantes no Lavoura e Comércio.
A partir de julho 1927 passou a publicar dominicalmente no carioca O Paiz, enviando seus artigos de Uberaba. Ganhou uma editoria política neste jornal e mudou-se para o Rio de Janeiro em 1930, lançando mais dois outros livros intitulados Farras com o Demônio e Sangue de Ilusões, todos reunindo textos também que antes saíram no O Paiz. Com o movimento de outubro que destituiu Washington Luís da presidência do Brasil, João de Minas fugiu para Uberaba e daí para a Argentina.
Retornando de seu curto exílio, estabeleceu-se em São Paulo, primeiramente no interior em 1932, nas cidades de Franca e Araraquara, para no ano seguinte ir para a capital, onde apareceu em junho como secretário de gabinete de seu amigo Dirlemando de Assis, então secretário de Viação e Obras Públicas da interventoria de Waldomiro de Lima. Colaborou por dois meses no Jornal do Estado, o Diário Oficial, até o fim da administração de Waldomiro, em agosto.
Jantando um Defunto, de 1929, sua primeira obra lançada em livro, reúne quatorze crônicas publicadas entre 1927 e 1928 no O Paiz. A tiragem inicial, lançada pela editora do próprio jornal, foi de 5000 exemplares, número relativamente alto para a época. A maioria das crônicas tem como tema principal os horrores cometidos pela Coluna Prestes em suas andanças pelos sertões de Goiás e Mato Grosso, supostamente presenciados pelo autor em suas viagens ou relatados por habitantes dessas localidades. Além disso, descreve as paisagens interioranas de Goiás e Minas Gerais, resultado das viagens que realizou.
A partir desse momento, reorientou sua carreira, dedicando-se mais à literatura. Recuperou seus escritos sertanistas, mixando e reeditando seus dois primeiros livros sob os títulos Mulheres e Monstros (1933) e Pelas Terras Perdidas (1934), e lançou um novo, Horrores e Mistérios nos Sertões Desconhecidos (1934).
Mas o forte de sua produção dessa fase foram os livros urbanos da coleção "Revolução Sexual Brasileira", inspirados em Benjamin Costallat, cujos títulos revelam o teor: A Datilógrafa Loura (1934), A Mulher Carioca aos 22 Anos (1934), Uma Mulher… Mulher! (1934), Fêmeas e Santas (1935) e A Prostituta do Céu (1935).
Em 1936 experimentou o gênero policial, publicando Nos Misteriosos Subterrâneos de São Paulo. Despediu-se da literatura com uma segunda edição de A Mulher Carioca aos 22 Anos, em 1937, pois, a partir de 1935, estabeleceu uma seita religiosa, a Igreja Brasileira Cristã Científica, com doutrina eclética de matiz nacionalista fundada no catolicismo popular, no espiritismo, no umbanda e no esoterismo.
Acrescentando um novo pseudônimo, Mahatma Patiala, sua atividade na igreja ocupou seus esforços até pelo menos 1969, e produziu quatro edições de uma bíblia, cujo primeiro volume lançado em 1957 intitula-se A Vida Começa na Ciência Divina.
Ariosto Palombo (João de Minas / Mahatma Patiala) morreu em Boituva em janeiro de 1984.

## Obras do autor

### Literatura sertaneja
- Jantando um Defunto.  Rio de Janeiro: Alpha, 1929.
- Farras com o Demônio: Historias Vividas por João de Minas.  Rio de Janeiro: Orozio, 1930.
- Mulheres e Monstros.  São Paulo: Gráfico Editora Unitas, 1933.
- Horrores e Mistérios nos Sertões Desconhecidos.  São Paulo: Record, 1934.
- Pelas Terras Perdidas.  São Paulo: Editorial Paulista, 1934.

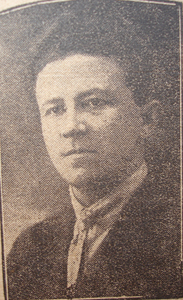
Foto publicada no "O Paiz", Rio de Janeiro, em 1928

### Literatura urbana
- A mulher carioca aos 22 anos.  Rio de Janeiro: Dantes, 1999 (1934).
- A Datilografa Loura (Romance da Mulher Proletária em São Paulo).  Rio de Janeiro: Calvino Filho, 1934.
- Uma Mulher… Mulher São Paulo: Editorial Paulista, 1934.
- Fêmeas e Santas.  São Paulo: Editorial Paulista, 1935.
- A Prostituta do Céu. São Paulo: Editorial Paulista, 1935.
- Nos Misteriosos Subterrâneos de São Paulo.  São Paulo: Imprensa Americana Editora, 1936.

### Outros
- Sangue de Ilusões.  Rio de Janeiro: Casa Leuzinger, 1930
- A Vida Começa na Ciência Divina. São Paulo: Imprensa Americana Editora, 1957